# Jacques Forestier
Jacques Forestier (* 27. Juli 1890 in Aix-les-Bains; † 15. März 1978 in Paris) war ein französischer Internist und Rheumatologe, sowie Olympia-Silbermedaillist im Rugby-Union.
Forestier war ein Kriegsheld des Ersten Weltkrieges, er wurde im Rang eines Commandeur in die Ehrenlegion aufgenommen, sowie mit den Orden Croix de guerre mit mehreren Bandauflagen und dem Order of Merit ausgezeichnet. Er war ein erfolgreicher Sportler, der Frankreich bei internationalen Wettbewerben im Rugby, Schwimmen und Skifahren vertrat. Mit der französischen Rugby-Auswahl gewann er bei den Olympischen Spielen 1920 die Silbermedaille; neben dem Spiel gegen die USA beim olympischen Turnier absolvierte er noch ein weiteres Länderspiel gegen Wales beim Five-Nations-Turnier Five Nations 1920.

## Leben
Jacques Forestier studierte Medizin in Paris. Nach seiner Rückkehr aus dem Ersten Weltkrieg begann er seine klinische Ausbildung bei dem Pathologen Jean-Athanase Sicard. Sicard bat ihn zu überprüfen, ob man Lipiodol, ein damals zur Syphilistherapie genutztes iodiertes Mohnöl, zu diagnostischen Zwecken verwenden könne.
1921 beschrieb Forestier die Verwendbarkeit des Lipiodols als Kontrastmittel für die Myelografie. 1922 reicht er seine Dissertation Trou de conjugaison vertébrale et l’espace épidurale ein. 1925 wurde er für eine Vortragsreihe über Lipiodol nach Amerika eingeladen. Das von ihm mit Sicard als Kontrastmittel genutzte jodierte Öl Lipiodol fand sowohl für die Myelografie als auch die Bronchographie (die radiologische Darstellung der Atemwege) Anwendung.
Im Jahr 1928 wurde er als Nachfolger seines Vaters Direktor des Therapiezentrums in Aix-les-Bains. In den 1930er Jahren behandelte er Rheumapatienten mit dem Goldsalz Allochrysin. Später (2006) wurde bestätigt, dass Au(III)-Ionen tatsächlich eine Wirkung haben. Seine Therapie basierte auf der weit verbreiteten, jedoch falschen Annahme, rheumatoide Arthritis sei eine atypische Form von Tuberkulose. Es war jedoch die erste wirksame Therapie und wurde erst Ende der 80er Jahre durch Behandlungen mit Corticoiden abgelöst.
1950 beschrieb Forestier gemeinsam mit seinem Schüler Jaume Rotés Querol mit der „greisenhaft versteifenden Hyperostose der Wirbelsäule“ (englisch senile ankylosing hyperostosis of the spine) eine Skeletterkrankung älterer Menschen, die zunächst als Morbus Forestier nach ihm benannt wurde. 1976 prägten Donald R. Resnick und Gen Niwayama hierfür den Begriff diffuse idiopathische Skeletthyperostose (kurz: DISH), welcher aktuell weit verbreitet ist. Sie wiesen darauf hin, dass die Erkrankung schon 1942 vom Radiologen Albert Oppenheimer beschrieben wurde.

## Privatleben
Im Jahr 1922 heiratete er Adrienne Chapuis. Sie haben sieben Kinder. Er starb am 17. März 1978 in Paris. Er ist auf dem Friedhof des Place Maurice Mollard in Aix-les-Bains begraben, sein Grab befindet sich in der Sektion 1A, Gang 15, Nr. 128.

## Publikationen
- Xanthélasma disséminé et symétrique, sans insuffisance hépatique. In: Bulletins et memoires de la Société medicale des hôpitaux de Paris. 1889, 3 sér., 6: S. 412–419.
- mit Jean Athanase Sicard: Méthode radiographique d’exploration de la cavité épidurale par la lipiodol. In: Revue neurologique. Band 28, (Paris) 1921, S. 1264–1266. “Positive contrast myelography with iodised oil (lipiodol). Lipide (iodised oil) first used in radiology.”
- mit Jean Athanase Sicard: L’exploration radiologique des cavités broncho-pulmonaires par les injections intra-trachéales d’huile iodée. In: J méd Franç. Band 13, 1924, S. 3–9.
- L'aurothérapie dans les rhumatismes chroniques. In: Bulletins et memoires de la Société medicale des hôpitaux de Paris, 1929, S. 323–327. „Introduction of gold therapy.“
- mit F. Jacqueline und Jaume Rotes-Querol: La spondylarthrite ankylosante. Masson, Paris 1951.